# Perturbação de identidade
O transtorno de identidade ou perturbação de identidade ou  no DSM foi listada pela primeira vez como um diagnóstico separado na versão III (1980). No DSM-IV (1994), foi substituída por "Problema de identidade", que não foi definido como uma perturbação mental por si só, mas foi listada num capítulo contendo problemas que poderiam ser foco de atenção clínica. A perturbação de identidade foi "rebaixada" a problema de identidade, pois pesquisas indicaram que o sofrimento com a identidade é tão comum que pode muito bem ser considerada parte da normalidade. Na prática, se a angústia de uma pessoa persistisse ou piorasse, um problema de identidade muitas vezes seria sucedido por um diagnóstico de uma perturbação real, como uma perturbação de humor ou perturbação de personalidade limítrofe. No DSM-5 (2013), o problema de identidade foi removido.